# Caso sociativo
El caso sociativo es el caso que expresa en húngaro en compañía de qué persona la acción se lleva a cabo, o qué posesiones de una persona toman parte en la acción (junto con sus propietarios). Este caso ya no es productivo; actualmente se utiliza el instrumental-comitativo.